# Cimetière de Flushing
Pour les articles homonymes, voir Flushing (homonymie).
Le cimetière de Flushing (Flushing Cemeter) est situé à Flushing, un quartier de l'arrondissement de Queens à New York.
Il existe dans ce cimetière une section des vétérans de la guerre française (Première Guerre mondiale).

## Personnalités inhumées
Plusieurs personnalités américaines y sont enterrées dont : 
- Louis Armstrong (1901-1971), le célèbre trompettiste et chanteur de jazz
- Bernard Baruch (1870-1965), hommes d'affaires et homme politique, d'après qui le Baruch College est nommé
- Eugene Bullard (1894-1961), le premier pilote de chasse noir de l'Histoire
- Ellis Parker Butler, écrivaine connue pour l'histoire Pigs is Pigs
- Dr. Adam Clayton Powell, Sr.  (1865-1953) pasteur influent et auteur, père de Adam Clayton Powell Jr.
- Dizzy Gillespie, trompettiste de jazz
- Hermann Grab, écrivain germanophone de Bohème
- May Robson (1858-1942), actrice
- Vincent Sardi, fondateur du célèbre restaurant new-yorkais Sardi's
- Hazel Scott, pianiste et chanteuse de jazz
- Laurie Bird (1953-1979),  Modèle, actrice et photographe

## Source
- (en) Cet article est partiellement ou en totalité issu de l’article de Wikipédia en anglais intitulé « Flushing Cemetery » (voir la liste des auteurs).